# Ryan Hurst
Ryan Douglas Hurst (Santa Monica, 19 giugno 1976) è un attore statunitense.

## Biografia
Hurst nasce a Santa Monica in California, dall'insegnante di recitazione Candy Kaniecki e dall'attore Rick Hurst (Cletus, cugino di Boss Hogg nella serie Hazzard), frequentando poi la Santa Monica High School.

## Carriera
Nel 1998 sotto la direzione di Steven Spielberg interpreta il parà assordato da una granata nel film Salvate il soldato Ryan. Nel 2000 interpreta il ruolo di Gerry Bertier nel film Il sapore della vittoria, al fianco di Denzel Washington. Nel 2002 lavora di nuovo con Steven Spielberg nella miniserie televisiva Taken, dove interpreta il ruolo di Tom Clark e interpreta il sergente Ernie Savage nel film We Were Soldiers con Mel Gibson. Nel 2004 ha interpretato il ruolo di Lump Hudson nel film Ladykillers con Tom Hanks. Dal 2005 al 2007 è il fratello di Allison Benoit, Michael, nella serie televisiva Medium. Dal 2008 al 2012 veste i panni del motociclista Harry "Opie" Winston, uno dei personaggi principali della serie televisiva Sons of Anarchy. Nel 2019 entra nel cast della serie televisiva The Walking Dead, dove interpreta il ruolo di Beta.
Presta inoltre la voce a Thor nel videogioco God of War Ragnarök.

## Vita privata
È sposato dal 2005 con l'attrice Molly Cookson.

## Filmografia

### Attore

#### Cinema
- L'uomo del giorno dopo (The Postman), regia di Kevin Costner (1997)
- Salvate il soldato Ryan (Saving Private Ryan), regia di Steven Spielberg (1998)
- Patch Adams, regia di Tom Shadyac (1998)
- Regole d'onore (Rules of Engagement), regia di William Friedkin (2000)
- Il sapore della vittoria (Remember the Titans), regia di Boaz Yakin (2000)
- The Woman Every Man Wants, regia di Gabriela Tagliavini (2001)
- Venus and Mars, regia di Harry Mastrogeorge (2001)
- We Were Soldiers - Fino all'ultimo uomo (We Were Soldiers), regia di Randall Wallace (2002)
- Stella solitaria (Lone Star State of Mind), regia di David Semel (2002)
- Ladykillers (The Ladykillers), regia di Joel ed Ethan Coen (2004)
- Noble Things, regia di Dan McMellen e Brett Moses (2006)
- Chasing the Green, regia di Russ Emanuel (2008)
- CBGB, regia di Randall Miller (2013)
- A Million Little Pieces, regia di Sam Taylor-Johnson (2018)

### Televisione
- Bayside School - La nuova classe (Saved by the Bell: The New Class) – serie TV, episodi 1x02-1x10 (1993)
- Beverly Hills 90210 – serie TV, episodio 4x27 (1994)
- JAG - Avvocati in divisa (JAG) – serie TV, episodio 1x03 (1995)
- Campus Cops – serie TV, 9 episodi (1995-1996)
- Io e mio fratello (Boston Common) – serie TV, episodi 1x07-2x03 (1996)
- Wings – serie TV, episodio 8x05 (1996)
- L.A. Doctors – serie TV, episodi 1x15-1x19 (1999)
- Il tocco di un angelo (Touched by an Angel) – serie TV, episodio 9x03 (2002)
- John Doe – serie TV, episodio 1x07 (2002)
- Taken – miniserie TV, 5 episodi (2002)
- Dr. Vegas – serie TV, episodio 1x04 (2004)
- Dr. House - Medical Division (House, M.D.) – serie TV, episodio 2x08 (2005)
- Wanted – serie TV, 13 episodi (2005)
- Medium – serie TV, episodi 1x08-2x17-3x18 (2005-2007)
- Everwood – serie TV, episodio 4x14 (2006)
- CSI: Miami – serie TV, episodio 5x06 (2006)
- Raines – serie TV, episodio 1x01 (2007)
- Sons of Anarchy – serie TV, 53 episodi (2008-2012)
- Law & Order - Unità vittime speciali (Law & Order: Special Victims Unit) – serie TV, episodio 12x19 (2011)
- King & Maxwell – serie TV, 10 episodi (2013)
- Bates Motel – serie TV, 15 episodi (2015-2017)
- Outsiders – serie TV, 26 episodi (2016-2017)
- The Walking Dead – serie TV, 14 episodi (2019-2020)
- Bosch – serie TV, 8 episodi (2019)
- S.W.A.T. - serie TV, 4 episodi (2020-2022)
- La misteriosa accademia dei giovani geni (The Mysterious Benedict Society) – serie TV (2021)
- Paradise City – serie TV, 8 episodi (2021)

### Doppiatore
- God of War Ragnarök – videogioco (2022)

## Doppiatori italiani
Nelle versioni in italiano delle opere in cui ha recitato, Ryan Hurst è stato doppiato da:
- Massimo Rossi in Taken (ep. 6-10), Sons of Anarchy, La misteriosa accademia dei giovani geni
- Massimo Bitossi in Law & Order - Unità vittime speciali, Bosch, S.W.A.T.
- Massimo De Ambrosis in Salvate il soldato Ryan, The Walking Dead
- Stefano De Sando in Regole d'onore
- Riccardo Rossi ne Il sapore della vittoria
- Maurizio Romano in Taken (ep. 1-5)
- Marco Vivio in We Were Soldiers - Fino all'ultimo uomo
- Roberto Draghetti in Ladykillers
- Fabrizio Vidale in Wanted
- Nanni Baldini in Medium
- Roberto Certomà in CSI: Miami
- Stefano Alessandroni in CBGB
- Alberto Bognanni in King & Maxwell
- Riccardo Scarafoni in Bates Motel

Da doppiatore è stato sostituito da:
- Dario Oppido in God of War: Ragnarök